# Nastri d'argento 1986
Els Nastri d'argento 1986 foren la 41a edició de l'entrega dels premis Nastro d'Argento (Cinta de plata) que va tenir lloc el 1986.

## Guanyadors

### Millor director
- Mario Monicelli - Speriamo che sia femmina
- Lina Wertmüller - Un complicato intrigo di donne, vicoli e delitti
- Federico Fellini - Ginger e Fred

### Millor director novell
- Enrico Montesano - A me mi piace
- Valerio Zecca - Chi mi aiuta?
- Carlo Cotti - Sposerò Simon Le Bon

### Millor productor
- Fulvio Lucisano - pel conjunt de la seva producció
- Mario Cecchi Gori e Vittorio Cecchi Gori - pel conjunt de la seva producció
- Achille Manzotti - La messa è finita
- Alberto Grimaldi - Ginger e Fred

### Millor argument original
- Peter Del Monte - Piccoli fuochi
- Nanni Moretti e Sandro Petraglia - La messa è finita
- Tullio Pinelli - Speriamo che sia femmina

### Millor guió
- Tullio Pinelli, Suso Cecchi D'Amico, Mario Monicelli, Leonardo Benvenuti i Piero De Bernardi - Speriamo che sia femmina
- Nanni Moretti e Sandro Petraglia - La messa è finita
- Lina Wertmüller ed Elvio Porta - Un complicato intrigo di donne, vicoli e delitti

### Millor actor protagonista
- Marcello Mastroianni - Ginger e Fred
- Carlo Verdone - Troppo forte
- Carlo Delle Piane - Festa di laurea

### Millor actriu protagonista
- Giulietta Masina - Ginger e Fred
- Valeria Golino - Piccoli fuochi
- Ida Di Benedetto - La ballata di Eva
- Marisa Laurito - Il tenente dei carabinieri

### Millor actor debutant
- Elvio Porta - Un complicato intrigo di donne, vicoli e delitti
- Stefano Maria Mioni - Un ragazzo come tanti
- Federico Pitzalis - Diavolo in corpo

### Millor actriu debutant
- Enrica Maria Scrivano - Interno berlinese
- Vanessa Gravina - Colpo di fulmine

### Millor actriu no protagonista
- Isa Danieli - Un complicato intrigo di donne, vicoli e delitti
- Barbara De Rossi - Mamma Ebe
- Athina Cenci - Speriamo che sia femmina

### Millor actor no protagonista
- Gastone Moschin - Amici miei atto III
- Ferruccio De Ceresa - La messa è finita
- Franco Fabrizi - Ginger e Fred
- Giuliano Gemma - Speriamo che sia femmina

### Millor banda sonora
- Tony Esposito - Un complicato intrigo di donne, vicoli e delitti
- Nicola Piovani - Ginger e Fred
- Riz Ortolani - Festa di laurea

### Millor fotografia
- Marcello Gatti - Inganni
- Tonino Delli Colli i Ennio Guarnieri - Ginger e Fred
- Giuseppe Lanci - Un complicato intrigo di donne, vicoli e delitti

### Millor vestuari
- Danilo Donati - Ginger e Fred
- Aldo Buti - La venexiana

### Millor escenografia
- Dante Ferretti - Ginger e Fred
- Enrico Job - Un complicato intrigo di donne, vicoli e delitti
- Luciano Ricceri - Interno berlinese
- Lorenzo Baraldi - Joan Lui - Ma un giorno nel paese arrivo io di lunedì

### Efectes especials
- Hi havia una vegada a Amèrica

### Millor pel·lícula estrangera
- Sydney Pollack - Out of Africa
- Mike Newell - Dance with a Stranger
- John Huston - L'honor dels Prizzi (Prizzi's Honor)

### Millor actriu estrangera
- Ángela Molina - Un complicato intrigo di donne, vicoli e delitti
- Meryl Streep - Out of Africa

### Millor actor estranger
- Philippe Noiret - Coup de torchon
- Jack Nicholson - L'honor dels Prizzi
- Dustin Hoffman - La mort d'un viatjant

### Millor curtmetratge
- Milano '83 d'Ermanno Olmi

### Millor productor de curtmetratge
- Corona Cinematografica - pel conjunt de la seva producció

### Excepcional qualitat tècnica
- Ruggero Mastroianni pel muntatge de Speriamo che sia femmina